# (2022) West
Pour les articles homonymes, voir West.
(2022) West est un astéroïde de la ceinture principale découvert le 7 février 1938 par Karl Wilhelm Reinmuth à l'observatoire du Königstuhl.
Il a été baptisé en hommage à Richard M. West.

## Caractéristiques
Sa distance minimale d'intersection de l'orbite terrestre est de 1,391929 ua.